# John Wetzel (Footballspieler)
John Wetzel (* 18. Juli 1991 in Pittsburgh, Pennsylvania) ist ein ehemaliger US-amerikanischer American-Football-Spieler auf der Position des Offensive Tackles. Zuletzt stand er bei den Atlanta Falcons National Football League (NFL) unter Vertrag. Zuvor spielte er auch für die Dallas Cowboys und die Arizona Cardinals.

## Karriere
Nachdem Wetzel im NFL Draft 2013 nicht ausgewählt wurde, verpflichteten ihn die Oakland Raiders als Free Agent. Noch vor Saisonbeginn verletzte er sich jedoch, woraufhin sich Wetzel mit den Raiders auf einen Verletzungsausgleich einigte und daraufhin das Team verließ.
Am 12. November 2013 verpflichteten die Dallas Cowboys Wetzel für ihren Practice Squad. Nachdem er es zur Saison 2014 anfangs noch in den Hauptkader der Cowboys schaffte, wurde er nach nur einem Tag bereits entlassen, um Platz für den Guard Donald Hawkins zu machen. Im Anschluss verpflichteten die Cowboys Wetzel jedoch für ihren Practice Squad. Im Rahmen der finalen Kaderverkleinerung wurde Wetzel am letzten Tag der Preseason 2015 entlassen. Im Anschluss verpflichteten die Cowboys Wetzel erneut für ihren Practice Squad.
Am 12. November 2015 wurde er entlassen und am 24. November 2015 von den Indianapolis Colts für deren Practice Squad verpflichtet. Am 1. Dezember 2015 entließen ihn die Colts.
Am 9. Dezember 2015 verpflichteten die Arizona Cardinals Wetzel für ihren Practice Squad. In der Saison 2016 schaffte er den Sprung in den Kader der Cardinals. Am 6. Spieltag gegen die New York Jets startete er sein erstes Spiel auf der Position des Guards. Nachdem sich Jared Veldheer im achten Spiel verletzt hatte, wurde Wetzel zum Starting Left Tackle der Cardinals.
Nach dem dritten Spieltag der Saison 2019 wechselte Wetzel zu den Atlanta Falcons. Für die Falcons kam er in zwei Spielen zum Einsatz. Am 2. März 2020 wurde er von den Falcons entlassen, allerdings nur zwei Tage später für die Saison 2020 unter Vertrag genommen.